# Мерфи, Джон (велогонщик)
Джон Мерфи  (англ. John Murphy; род. 15 декабря 1984 в Джэксонвилле, штат Флорида, США) — американский профессиональный шоссейный велогонщик, выступающий за проконтинентальную команду «Hincapie–Leomo p/b BMC».

## Достижения
2009
1-й  Тур Тайваня
2012
2-й Тур Элк-Грова
2013
3-й Тур Элк-Грова
2014
1-й  Горная классификация Тур Дании
2015
1-й  Гонка Джо Мартина
1-й  Очковая классификация
1-й Этапы 1 & 2
1-й Этап 7 Про Сайклинг Челлендж США
2016
1-й Этап 3 Тур Лангкави
1-й Этап 3 Хералд Сан Тур
2017
1-й Тур Делты
1-й Этап 4 Тур Юты
1-й Этап 1 Классика Колорадо
2018
1-й Этап 1 Сиркуит дез Арденн